# دونكان جارنر
دونكان جارنر (بالإنجليزية: Duncan Garner)‏ هو صحفي سياسي نيوزيلندي، ولد في 8 مارس 1974.